# 1996 في إيطاليا
فيما يلي قوائم الأحداث التي وقعت خلال عام 1996 في إيطاليا.

## سياسة

### تعيين في المنصب
- 17 مايو – جورجو نابوليتانو وزير الداخلية الإيطالي ‏.
- 17 مايو – رومانو برودي رئيس وزراء إيطاليا.
- 17 مايو – لامبرتو ديني وزير الخارجية.

### انتهاء فترة المنصب
- 8 مايو – إيريني بيفيتي رئيس مجلس النواب الإيطالي [الإنجليزية]‏.
- 17 مايو – لامبرتو ديني رئيس وزراء إيطاليا.

## رياضة
- 9 يونيو – طواف إيطاليا 1996 الفائزون بافل تونكوف، أبراهام أولانو، فابريزيو غيدي، Carrera-Longoni Sport 1996 ‏، Enrico Zaina [الإنجليزية]‏، ماريانو بيكولي.

## أفلام
من الأفلام التي صدرت هذه السنة في إيطاليا:
- 1 يناير – دايلايت من إخراج روب كوهين.
- 1 يناير – كسوف كلي من إخراج آقنييسكا هولاند.

## مواليد

### يناير
- 10 يناير – أندريا مينو
- 15 يناير – رومانو فينتي متسابق دراجات نارية إيطالي.

### فبراير
- 1 فبراير – جيانلويجي كوينزي لاعب كرة مضرب إيطالي.
- 23 فبراير – نيكولو أنتونيلي متسابق دراجات نارية إيطالي.

### مارس
- 12 مارس – فيديريكو موسيني لاعب كرة سلة إيطالي.

### أبريل
- 5 أبريل – دييغو فلاكادوري لاعب كرة سلة إيطالي.
- 6 أبريل – فيديريكو كاريكاسولو متسابق دراجات نارية إيطالي.
- 25 أبريل – كارلو فوماغالي لاعب كرة قدم إيطالي.

### مايو
- 31 مايو – سيموني سكوفيت لاعب كرة قدم إيطالي.

### يونيو
- 14 يونيو – كريستيان مالديني
- 19 يونيو – لورينزو بيليغريني لاعب كرة قدم إيطالي.

### يوليو
- 5 يوليو – ستيفانو فالتوليني
- 25 يوليو – فيليبو غانا درّاج طريق إيطالي.

### أكتوبر
- 16 أكتوبر – أندريا لوكاتيلي متسابق دراجات نارية إيطالي.

### نوفمبر
- 6 نوفمبر – لورينزو بالداساري متسابق دراجات نارية إيطالي.

### ديسمبر
- 6 ديسمبر – دافيد كالابريا لاعب كرة قدم إيطالي.

## وفيات

### يناير
- 1 يناير – فولفيو نيستي (مواليد 1925) لاعب كرة قدم إيطالي.
- 13 يناير – دينيسي غراي (مواليد 1896)

### مارس
- 4 مارس – إنريكو كوكي (مواليد 1965) لاعب كرة قدم إيطالي.
- 13 مارس – لوسيو فولكي (مواليد 1927)
- 19 ديسمبر – مارسيلو ماستروياني (مواليد 1924) ممثل إيطالي.
- 31 مارس – نينو بورساري (مواليد 1911)

### مايو
- 21 مايو – رافاييل دي باكو (مواليد 1908) درّاج طريق إيطالي.

### يونيو
- 1 يونيو – غايتانو فيكيرا (مواليد 1922) رياضياتي إيطالي.

### أغسطس
- 3 أغسطس – غيدو البرتي (مواليد 1909)

### سبتمبر
- 9 سبتمبر – روجيرو ماستروياني (مواليد 1929)
- 26 سبتمبر – لوسيا فاليريو (مواليد 1905) لاعبة كرة مضرب إيطالية.
- 28 سبتمبر – ميناتو بوفا (مواليد 1930) سائق سباق إيطالي.

### أكتوبر
- 4 أكتوبر – سيلفيو بيولا (مواليد 1913) لاعب ومدرب كرة قدم إيطالي.

### نوفمبر
- 26 نوفمبر – غيدو جراتون (مواليد 1932) لاعب كرة قدم إيطالي.

### ديسمبر
- 13 ديسمبر – فرانسيسكو غابريلي (مواليد 1904)
- 19 ديسمبر – مارسيلو ماستروياني (مواليد 1924) ممثل إيطالي.